# Santuario della Madonna del Perpetuo Soccorso
Il santuario della Madonna del Perpetuo Soccorso o del Monte è un edificio sacro che si trova in località Corfino a Villa Collemandina.
La costruzione della chiesa risale al 1635. All'interno sono conservati un altare in pietra serena del XVII secolo e una pittura su tavola raffigurante la Madonna col Bambino, opera di Pietro da Talada, databile al 1475-1490 circa.